# Institut d'histoire moderne et contemporaine
 (juillet 2025).
L'Institut d'histoire moderne et contemporaine (IHMC) est une unité mixte de recherche du CNRS, de l’École normale supérieure et  de l'Université Paris 1 Panthéon-Sorbonne, créée en 1978.

## Historique
L'Institut d'histoire moderne et contemporaine est l'un des principaux laboratoires de la recherche historique en France. Il a été fondé en 1978, d'abord comme unité propre au CNRS, afin « d'alimenter la réflexion méthodologique dans les différents domaines de la recherche en histoire, produire des enquêtes collectives lourdes utiles à la collectivité scientifique et enfin coordonner des services divers au sein de la communauté historienne, notamment de documentation et d’information ». Dans ce cadre, les travaux de ses équipes au cours des années 1980-1990 se sont attachés à produire de grandes enquêtes collectives centrées sur la prosopographie des élites françaises du XVIe au XXe siècle, en s'intéressant par exemple aux hommes d'affaires sous le Second Empire (Denis Woronoff, Dominique Barjot), aux universitaires (Christophe Charle) ou encore aux parlementaires (Jean-Marie Mayeur). Depuis sa création, l’IHMC a également été chargé de la production et de l'édition de Bibliographie de l’Histoire de France, qui recensait l'ensemble des articles et des ouvrages français et étrangers publiés chaque année et concernant l’histoire de France, du Ve au XXe siècle. L'équipe élaborant la Bibliographie a été hébergée par la Bibliothèque nationale de France jusqu'en 2022. La collection imprimée compte 57 volumes, dont le dernier a été publié en 2012. La version en ligne est ensuite publiée, mais sa diffusion est interrompue en 2022.
En 1999, l'IHMC devient une unité mixte de recherche en passant sous la tutelle conjointe de l'ENS. En 2014, l'IHMC intègre l'équipe d'accueil Modernités et Révolutions de l'Université Paris 1 Panthéon-Sorbonne, qui fédérait depuis 2006 le Centre de recherche en histoire moderne fondé en 1971 (CRHM), l'Institut d'histoire de la Révolution française fondé en 1937 (IHRF) et le Centre d'histoire des sciences et d'histoire des techniques (CH2ST).

## Liste des directeurs de l'IHMC
- Jean-Marie Mayeur, 1978-1983
- Denis Woronoff, 1983-1987
- François Caron, 1987-1990
- Daniel Roche, 1990-2000
- Christophe Charle, 2000-2013
- Bruno Belhoste, 2013-2017 ;
- Claire Zalc, 2017-2020 ;
- Jean-Luc Chappey, 2021-2024 ;
- Muriel Le Roux, 2025-.

Directeurs adjoints : 
- Isabelle Pantin, 2013-2017 ;
- Jean-Luc Chappey, 2017-2020 ;
- Muriel Le Roux, 2021-2024 ;
- Jean-François Chauvard, 2025-.